# Shinji Yamaguchi
Shinji Yamaguchi (山口 真司 Yamaguchi Shinji?, nacido el 26 de abril de 1996 en Hyogo) es un futbolista japonés que se desempeña como defensa en el AC Nagano Parceiro de la J3 League.

## Trayectoria

### Clubes
| Club                  | País  | Año         |
| --------------------- | ----- | ----------- |
| Vissel Kobe           | Japón | 2015 - 2018 |
| Oita Trinita (cedido) | Japón | 2016        |
| Oita Trinita (cedido) | Japón | 2018        |
| AC Nagano Parceiro    | Japón | 2019 -      |

## Estadística de carrera

### J. League
| Club         | Año   | J. League | J. League | Copa J. League | Copa J. League | Total | Total |
| Club         | Año   | Part.     | Goles     | Part.          | Goles          | Part. | Goles |
| ------------ | ----- | --------- | --------- | -------------- | -------------- | ----- | ----- |
| Vissel Kobe  | 2015  | 1         | 0         | 2              | 0              | 3     | 0     |
| Vissel Kobe  | 2016  | 0         | 0         | 0              | 0              | 0     | 0     |
| Oita Trinita | 2016  | 7         | 0         | -              | -              | 7     | 0     |
| Vissel Kobe  | 2017  | 0         | 0         | 1              | 0              | 1     | 0     |
| Total        | Total | 8         | 0         | 3              | 0              | 11    | 0     |